# خفر السواحل الكندي
خفر السواحل الكندي (بالفرنسية: Garde côtière canadienne) هو جهاز خفر السواحل التابع للحكومة الفيدرالية في كندا. تأسس رسميًا في عام 1962، وهو مكلف بمهام متعددة تتعلق بالملاحة البحرية، والبحث والإنقاذ، والاستجابة للتلوث، ودعم عمليات الحكومة الكندية في المياه الإقليمية.

## المهام
يتولى خفر السواحل الكندي مسؤوليات واسعة تشمل:
- البحث والإنقاذ البحري (SAR).
- تشغيل وصيانة مساعدات الملاحة مثل المنارات والعوامات.
- كسر الجليد لتسهيل الملاحة في المياه المتجمدة.
- الاستجابة لانسكابات التلوث البحري.
- دعم البرامج الحكومية الأخرى مثل المراقبة البيئية وفرض القوانين البحرية.[2]

## الأسطول
يتكوّن أسطول خفر السواحل الكندي من:
- 119 سفينة من مختلف الأحجام والاستخدامات (كاسحات جليد، سفن إمداد، زوارق دورية، وسفن مسح).
- 23 مروحية.
- عدد كبير من القوارب الصغيرة والزوارق السريعة التي تُستخدم في المهام اليومية.[3]

## الإدارة والهيكل التنظيمي
خفر السواحل الكندي هو وكالة تشغيل خاصة ضمن وزارة مصايد الأسماك والمحيطات. يقع مقره الرئيسي في أوتاوا، وتنتشر قواعده ومراكزه التشغيلية في أنحاء كندا الساحلية وعلى البحيرات الكبرى.

## التاريخ
تم تأسيس خفر السواحل الكندي عام 1962 عبر دمج عدة خدمات بحرية كانت تقدمها الحكومة الفيدرالية. ومنذ ذلك الحين، توسعت مهامه وأسطوله ليصبح من الأجهزة الأساسية لحماية وتأمين الملاحة في كندا.